# نام محترم
یک نام محترم (یا نام مردمی) (چینی: 字, zi)، همچنین شناخته شده با نام سبک، یک نام است که به کسی در دورهٔ بزرگسالی‌اش داده می‌شود. این کار، سنتی در کشورهای حوزه فرهنگی شرق آسیا از جمله چین، ژاپن، کره و ویتنام رواج دارد.